# Tristão de Mendonça e Albuquerque
Tristão de Mendonça e Albuquerque ou Tristão de Mendoça de Albuquerque ou simplesmente Tristão de Mendoça como era mais conhecido na sua época, senhor da Casa de seu pai, comendador de Avanca na Ordem de Cristo e das restantes comendas da sua família, da Honra de Tonce da nobilíssima Casa da Barca, mestre de campo do Terço de Setúbal e comissário da Cavalaria com o posto de tenente general da cavalaria da Estremadura.
Morreu no ano de 1727

## Dados genealógicos
Filho de:
- António de Mendonça Furtado, moço fidalgo,[7] senhor de Casa e das comendas de seu pai, filho mais velho de Tristão de Mendonça, comendador de Mourão na Ordem de Avis e Avanca da Ordem de Cristo,[8] general da Armada, que foi um dos Quarenta Conjurados e embaixador à Holanda ao serviço d´El-Rei D. João IV de Portugal, e de D. Helena Manoel, filha de Henrique Moniz Barreto.
- D. Filipa de Távora filha de D. João de Meneses, comendador de Valada na Ordem de Cristo,  e sua segunda mulher D. Madalena de Távora.

Casou a 1.ª vez com sua prima:
- D. Maior Manoel, dama da rainha D. Maria Francisca filha Pedro de Melo, governador do Rio de Janeiro[9](1662-1666) e senhor de Ficalho, e de sua tia D. Teresa de Mendonça filha do referido embaixador seu avô.

Dela teve filhos mas morreram novos.
Casou 2.ª vez com:
- D. Violante Henriques, filha primeira de D. Lourenço de Almada, 9.º conde de Avranches e de D. Catarina Henriques,[1] dama do Paço, filha de João de Almeida, o formoso,[11] vedor da Casa Real, comendador de Loures e alcaide-mor de Alcobaça, e de Violante Henriques, irmã de D. Tomás de Noronha, 3.º conde dos Arcos.[12]

Desse casamento teve os seguintes filhos:
- António de Mendonça Albuquerque, moço fidalgo,[7] que casou em 17 de junho de 1714 com D. Teresa de Noronha, filha de Bernardo de Noronha casado com D. Maria Antónia Almada, senhora de Carvalhais e Ílhavo.[14] Sem geração.
- José de Mendonça, sem geração.
- Luís de Mendonça ou Lourenço de Mendonça Furtado e Albuquerque que casou com Inês de Carcamo Vilhena, filha de António de Carcamo Lobo ( - Sintra, 15 de Outubro de 1732), senhor da Quinta da Barra a Barra,[15] e de D. Josefa de Vilhena, filha de D. Lourenço de Sottomayor e de D. Inês de Vilhena.[14] Com geração.
- Maria da Penha de França de Mendonça que casou com Lourenço de Almada, 11.º conde de Avranches. Com geração.